# 即興曲 (フォーレ)

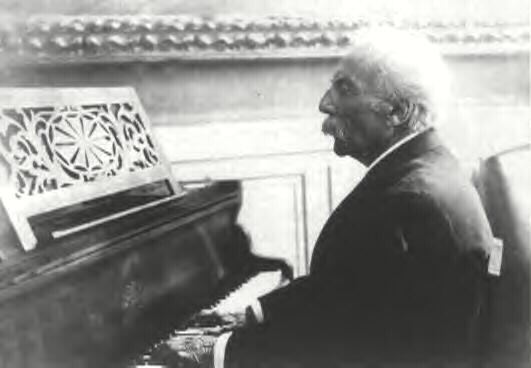
ピアノを弾くガブリエル・フォーレ

即興曲（そっきょうきょく、フランス語: Impromptu）は、近代フランスの作曲家ガブリエル・フォーレが作曲した性格的小品。ピアノ曲として作曲された5曲（第1番 - 第5番）と、当初ハープのために作曲されピアノ用に編曲された1曲（第6番）があり、本項で一括して扱う。

## 概要
| 番号                          | 調性     | 作品番号  | 作曲年 | 区分   |
| ----------------------------- | -------- | --------- | ------ | ------ |
| 第1番                         | 変ホ長調 | 25        | 1881   | 第一期 |
| 第2番                         | ヘ短調   | 31        | 1883   | 第一期 |
| 第3番                         | 変イ長調 | 34        | 1883   | 第一期 |
| ハープのための即興曲（第6番） | 変ニ長調 | 86(86bis) | 1904   | 第二期 |
| 第4番                         | 変ニ長調 | 91        | 1905   | 第二期 |
| 第5番                         | 嬰ヘ短調 | 102       | 1909   | 第三期 |

「即興曲」というタイトルのピアノ独奏曲をフォーレは5曲残した。第1番から第5番までの即興曲は舟歌第1番から第6番までとともにフォーレの死後1926年に第2版としてまとめられ、アメル社から出版されている。
フォーレの即興曲は夜想曲に比べてより自由な構成、即興的なスタイルに特徴がある。
第1番から第3番までの即興曲はひとつのグループとして考えられる場合があり、いずれもA-B-A の三部形式を基本としており、夜想曲では落ち着いた表情の主部に対して中間部で高揚や動揺を示すところ、即興曲では中間部が主部よりも内省的である。
このほか、ハープのために作曲された「即興曲」があり、このピアノ編曲版は「即興曲第6番」と呼ばれているが、原曲ハープ版の作曲年は即興曲第4番より前の1904年である。
フォーレの創作期間はしばしば第一期（1860年 - 1885年）、第二期（1885年 - 1906年）、第三期（1906年 - 1924年）の三期に分けられており、一覧表はロバート・オーリッジによる作曲区分にしたがった。
これによれば、即興曲第1番から第3番までは第一期、第4番から第6番までは第二期から第三期にかけてとなり、この二つのグループの創作期間には20年以上の隔たりがある。

## 各曲について

### 第1番 変ホ長調 作品25

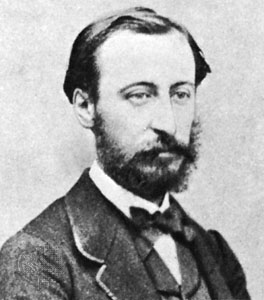
即興曲第1番から第3番までの初演者カミーユ・サン＝サーンス（1875年の写真）

1881年の作曲。同年9月10日付けカミーユ・クレルク夫人宛のフォーレの手紙によれば、即興曲第1番はデュラン社からのすすめによって書かれた。しかし、楽譜は同年アメル社から出版されている。
初演は1882年12月9日、国民音楽協会の演奏会でカミーユ・サン＝サーンス（1835年 - 1921年）の独奏による。このとき、舟歌第1番もサン＝サーンスによって初演された。エマニュエル・ポトッカ夫人に献呈された。
オーリッジは、フォーレの最初の3つの即興曲にはショパンあるいはリストの影響が感じられると述べているが、フランスのフォーレ研究家ネクトゥーや日本の音楽評論家美山良夫はこれら3曲を初演したサン＝サーンスの影響を指摘している。サン＝サーンスはピアノのヴィルトゥオーゾであり、フォーレはサン＝サーンスにピアノを師事しただけでなく、二人は1870年代の初めから深い友情で結ばれていた。
即興曲第1番は、うねるような曲想、6/8拍子の揺れ動くようなリズム、上昇と下降を繰り返す楽節、なめらかなアルペジオなどの書法において、フォーレの初期の舟歌の世界と共通する。

### 第2番 ヘ短調 作品31
1883年5月に作曲された。同年、アメル社より出版。初演は1885年1月10日、国民音楽協会の演奏会でサン＝サーンスの独奏による。サッシャ・ド・レジナ夫人に献呈された。
即興曲第2番と第3番は、フォーレの即興曲でももっとも広く知られたものとなっている。この2曲は夜想曲第3番をはさんで相次いで作曲されており、出版社であるアメル社の意向に沿ったものと推測される。1883年はフォーレがマリー・フルミエと結婚した年で、このころに初期の創作活動の頂点を迎えていた。
A-B-A-B'-コーダという構成。Aは活気のあるタランテラであり、Bのより歌謡的な主題と詩的な気分によって性格の対比がはかられている。
フランスの哲学者ウラジミール・ジャンケレヴィッチ（1903年 - 1985年）は、ヘ短調という調性とタランテラのリズムについて、ショパンの練習曲を思わせると述べている。
なお、主部のタランテラと叙情的な中間部は同じ速さで演奏することが要求されており、このテンポに関しては、フォーレから直接得た指示だったという証言がフォーレの子フィリップ・フォーレ＝フレミエ及びピアニストでフォーレの愛人だったマルグリット・アッセルマン（#ハープのための即興曲 変ニ長調 作品86（即興曲第6番 作品86bis）で述べるアルフォンス・アッセルマンの娘）からなされている。

### 第3番 変イ長調 作品34
1883年に作曲され、同年、アメル社より出版。初演は1885年1月10日、即興曲第2番とともに国民音楽協会の演奏会でサン＝サーンスの独奏による。ウジェーヌ・ブラン夫人に献呈された。
即興曲第3番は、A-B-A-コーダという簡素な構成をとりながらも、旋律の優美さ、絶妙な和声進行、豊かな変化と対照性を内包した統一の見事さによってとくに際だった作品であり、夜想曲第6番、第7番、第13番などとともに、フォーレのもっとも優れたピアノ作品に数えられている。
「クラシック音楽史大系7　ロシアとフランスの音楽」においてフォーレの項目を執筆したロナルド・クライトンは、即興曲第3番について「微笑みを湛え、幸福そのもの」としており、同様にジャンケレヴィッチも「この変イ長調の即興曲には、この世のものとは思われぬ雰囲気が存在し、エネルギッシュな生命力、血統の良さ、確信といったものが見出される。ある種の霊感、または詩的な陶酔がこの作品の原動力となっており、（中略）このような曲はどんな作曲家でも生涯にたった一度しか書かないものなのだ」と述べている。

### 第4番 変ニ長調 作品91
1905年8月作曲、翌1906年、ウージェル社より出版。初演は1907年1月12日、国民音楽協会の演奏会でエドゥアール・リスレの独奏による。ド・マリアーヴ夫人（マルグリット・ロンのこと）に献呈された。
第3番の即興曲から20年以上隔たっており、構成的には5曲のうち最も大きい。
3つの主題によって構成されているが、リズムが錯綜する第1主題、抒情的な第2主題、ゆったりとした第3主題が驚くほど巧妙な手腕のもとに作品中に組み込まれており、これについてネクトゥーは「複雑で過剰な書法」、「あまりにも技巧的に複雑に絡み合っているために、その譜面は初見では演奏不可能なほど難解である」と指摘する。
一方でジャンケレヴィッチは、同じ変ニ調で書かれた舟歌第8番に相通じるものがあり、もっとも純粋にフォーレ的な響きを持つ作品とする。
なお、初演者のリスレは、パリ音楽院の教授でベートーヴェンやリストを得意とした。1907年1月の初演から半年後、マルセル・プルーストがホテル・リッツで催した晩餐会でもリスレはフォーレの作品を演奏した。
一方、この作品を献呈されたロンはフォーレの有名作品を数多く演奏したピアニストだが、作曲から3年近く経った1909年3月30日に初めて演奏しており、ネクトゥーは彼女がこの曲をそれほど評価していなかったことはほぼ間違いないとしている。

### 第5番 嬰ヘ短調 作品102
1909年作曲。同年ウージェル社より出版。初演は1909年3月30日、サル・エラールにおいてマルグリット・ロンの独奏による。チェラ・デラヴランチェア嬢に献呈された。
この曲の成立について、初演者のロンによれば、全音音階を用いたフローラン・シュミットの室内楽作品を聴いたフォーレが「私も全音音階で曲を書いてやる」と言い放ったと述べている。
事実上フォーレ最後の即興曲であり、全音音階の使用、リスト風の増5度音程から発展した和声法上の諸特徴、舟歌第7番にも見られる短い旋律的要素の絶えざる反復が目立つ。
急速に走り回る16分音符から「無窮動」、「蜜蜂の飛行」とも称され、全音音階によって明滅する終止はドビュッシー的あるいは「印象派」的ともいわれるなど、フォーレの作品中において特異な様相を呈している。
フランスのピアニスト、アルフレッド・コルトーはこの曲について、「しつこく強靱な構図によるひとつの狂詩曲である」と述べる。
また、作曲家ダリウス・ミヨーは次のように述べている。

### ハープのための即興曲 変ニ長調 作品86（即興曲第6番 作品86bis）

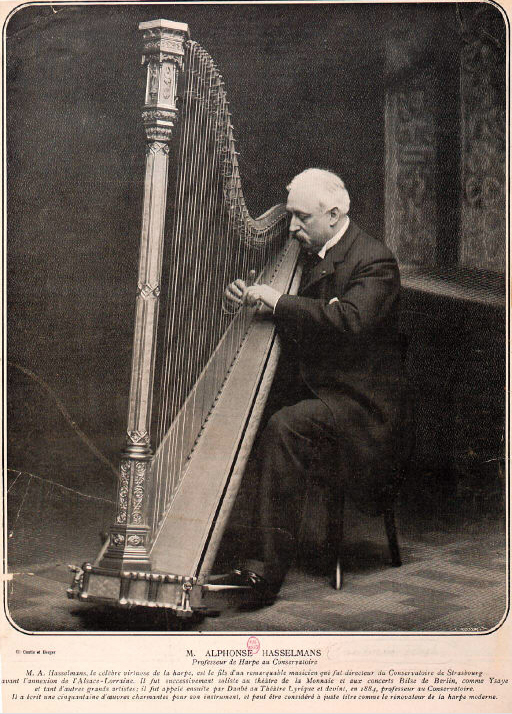
ハープを弾くアルフォンス・アッセルマン（1900年ごろ）

原曲（作品86）は、1904年パリ音楽院のハープ科教授だったアルフォンス・アッセルマン（1845年 - 1912年）のクラスのための課題曲として作曲された。アッセルマンに献呈されており、伝えられている手稿譜の断片にはアッセルマンの手になると考えられるものがあることから、曲の走句や技巧的部分の書法に関してフォーレはアッセルマンの助言を受けたものと推測される。1904年7月、アッセルマンの生徒シャルロット・ランドラン（後に画家ジャック・ルロルと結婚）によって課題演奏された。
曲はアレグロ・モデラート・モルト、変ニ長調の最初の主題と変ロ短調メノ・モッソで出る二つめの主題を交互に展開させており、華麗な技巧性と豊かなハーモニックスの効果によって世界中のハープ奏者のレパートリーとなっている。
また、1905年1月7日、国民音楽協会の演奏会でこの曲はミシュリーヌ・カーンによって一般初演されている。カーンはアッセルマンのもっとも優秀な弟子のひとりで、彼女の演奏はフォーレの依頼に応えたものだった。その後、フォーレは1918年にハープのためのオリジナル曲『塔の奥方』（作品110）をカーンに贈っている。試験向けに書かれた即興曲が高度なテクニックを追求しているのに対し、『塔の奥方』は繊細で詩的な雰囲気を持つ。
このハープのための即興曲を1913年にアルフレッド・コルトーがピアノ用に編曲したものが作品86bis であり、ピアノのための即興曲としては第5番よりも発表が遅かったために「第6番」とされた。
原曲版（1904年）、ピアノ版（1913年）ともにデュラン社から出版された。